# De veerboot
 De veerboot  is een vertaalde roman van Helle Helle uit 2005, met de Deense titel Rødby-Puttgarden.

## Verhaal
Het boek begint met de zin: “In een week overleden vier mensen, zo ging dat hier.’’ 
Maar in de loop van het boek blijkt al dat sterven slechts een terloopse gebeurtenis in het leven van de twintigjarige Jane en haar vijf jaar oudere halfzus Tine. Na het overlijden van haar moeder is Jane bij Tine in haar appartement komen wonen. Haar zus heeft een  voorbeeldige baby van 6 maanden, dochter Ditte, verwekt door een toevallig passerende IJslandse zeeman. Hun oma is ook al  vroeg gestorven op 39-jarige leeftijd.  En omdat ze het nooit langer uithield dan 6 maanden met een man, was hun moeder Ingelise Henriette Anette  Hansen al vroeg wees.  Laatstgenoemde wist hun dochters slechts te melden dan hun beider verwekkers  Birger heetten.
Tine werkt op de parfumerie-afdeling van de veerboot Danmark die van het Deense Rødby vaart op het Duitse Puttgarden. Aan het begin van het boek heeft ze zelf  nog zwangerschapsverlof, maar Jane begint dan eveneens met hetzelfde werk. Later in het boek werken de zussen af en toe samen, maar soms ook niet. Ditte gaat dan naar de oppas mevrouw Lund, een soort van tante.
Het leven van de drie vrouwen kabbelt rimpelloos door, met steeds de veerdienst als achtergrond. Jane belandt zelfs nog met een mannelijke kennis een paar dagen in een Duits hotel. Deze Abel werkt in Duitsland  als elektricien maar wordt teruggeroepen omdat zijn vrouw in levensgevaar is. Jane reist zelfstandig terug met een Duitse veerboot, Theodor Heuss, omdat ze haar eigen boot de Danmark net had gemist. Terug in Denemarken ziet ze een beschadigde Danmark liggen met een gat in de romp. Een meisje, Marie Svendsen van de parfumerie, wordt vermist. Tine had haar net niet kunnen redden. Aan de wal is Tine naar een dubbele begrafenis. Jane eindigt in de schommelstoel van het appartement. Met de roze laarzen van Tine aan haar voeten voelt Jane zich steeds meer Tine, moeder.

## Thema
Het alledaagse leven van twee halfzussen.